# The Pirate Bay
The Pirate Bay trenutno je najveći svjetski BitTorrent tracker. Osnovala ga je švedska organizacija Piratbyrån u studenom 2003. godine, ali već u listopadu 2004. godine nastupa kao odvojena organizacija. Trenutno ga vode Gottfrid Svartholm, Fredrik Neij i Peter Sunde. Kako su u mnogim zemljama BitTorrent trackeri na kojima se za slobodno skidanje može pronaći glazba i računalni programi koji su zaštićeni autorskim pravima ilegalni, u Švedskoj se takvi BitTorrent trackeri ne smatraju ilegalnim. Upravo je iz tog razloga The Pirate Bay često na udarima organizacija za zaštitu autorskih prava.
Osnivači The Pirate Baya 31. siječnja 2008. optuženi su za "asistiranje [drugim osobama] u povredi autorskih prava". Punomoćna presuda protiv osnivača donesena je 1. veljače 2012., pri čemu su osuđeni na kazne od 4 do 10 mjeseci zatvora. Odmah nakon presude, zbog straha da bi vlasti SAD-a mogle ugasiti domenu thepiratebay.org, počela je migracija stranice na domenu thepiratebay.se.